# Floringhem
Floringhem (Nederlands: Florigem) is een gemeente in het Franse departement Pas-de-Calais (regio Hauts-de-France). De plaats maakt deel uit van het arrondissement Arras. Floringhem telde op 1 januari 2022 883 inwoners.

## Geografie
De oppervlakte van Floringhem bedroeg op 1 januari 2022 4,65 vierkante kilometer; de bevolkingsdichtheid was toen 189,9 inwoners per km².

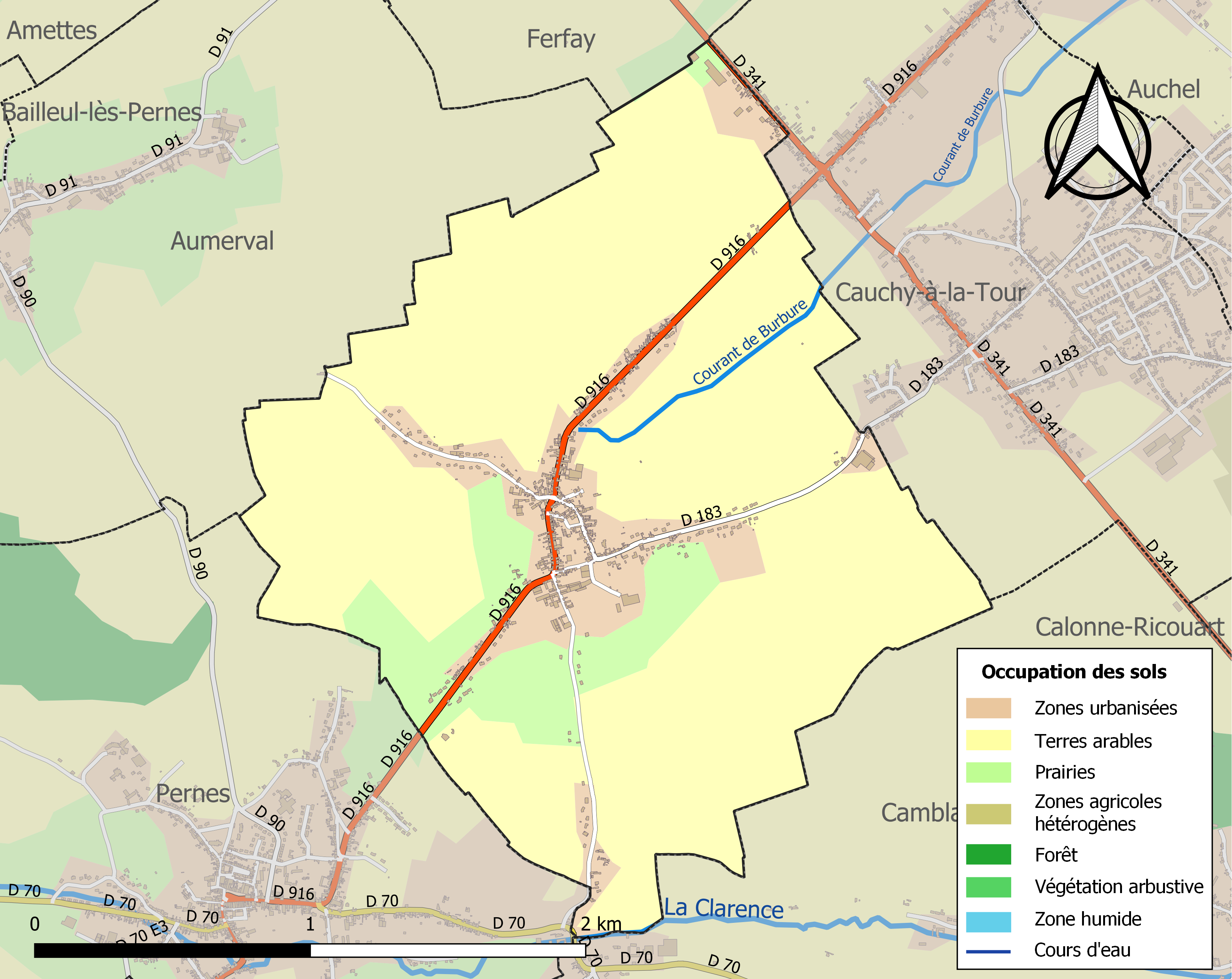
Kaart van de gemeente met belangrijkste infrastructuur, bodemgebruik en omliggende gemeenten

## Demografie
Onderstaande figuur toont het verloop van het inwonertal (bron: INSEE-tellingen).